# Ярвенпяа
Я́рвенпяа, устар. Ярвенпя (фин. Järvenpää [ˈjærʋemˌpæː], швед. Träskända) — город в Финляндии, в провинции Уусимаа. Относится к региону Хельсинки и расположен в 37 км к северу от столицы.
И финское, и шведское название города означают «конец озера» и отражают расположение Ярвенпяа в конце продолговатого озера Туусуланъярви.
Несмотря на то, что Ярвенпяа является практически полностью финноязычным городом, здесь существует татарская община. Есть мечеть (построена в 1943 г.).

## История
До 1951 Ярвенпяа была частью соседнего города Туусула на другом берегу озера.
С 1967 является отдельным городом. Имея площадь менее чем 40 км², Ярвенпяа со своими 37,5 тысячами жителей один из самых густонаселённых городов Финляндии.

## Транспорт
Два раза в час из Ярвенпяа ходит поезд в Хельсинки, в который можно отсюда доехать за полчаса. Кроме главного вокзала город располагает ещё тремя. Рядом с Ярвенпяа проходит автотрасса Хельсинки — Лахти. Из-за хорошей транспортной связи многие работающие в Хельсинки люди переезжают сюда. Население города поэтому постоянно растёт.

## Известные жители
В начале XX века Ярвенпяа притягивал многочисленных художников и артистов. Композитор Ян Сибелиус жил здесь с 1904 до своей смерти в 1957, создав пять из своих семи симфоний. Сегодня его дом является музеем. Также здесь жили композитор Йонас Кокконен, писатель Юхани Ахо и художник Ээро Ярнефельт. На противоположенном берегу расположена вилла композитора Йоонаса Кокконена.
Жизни колонии артистов в Ярвенпяа посвящён музей искусства, открытый в 1992.

## Города-побратимы

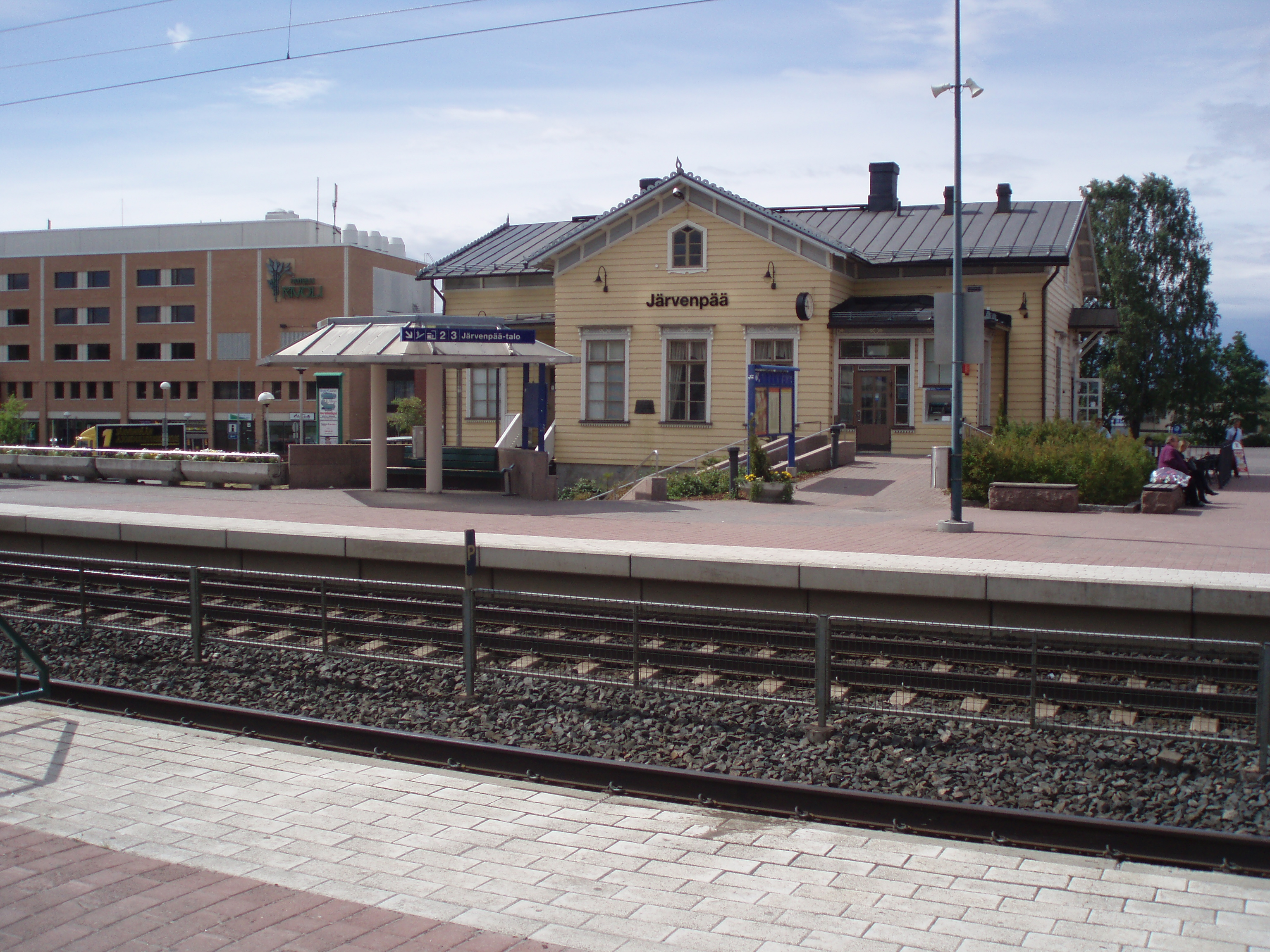
Главный вокзал

- Бухгольц-ин-дер-Нордхайде, Германия
- Лёренскуг, Норвегия
- Тэби[англ.], Швеция
- Рёдовре, Дания
- Вац, Венгрия
- Волхов, Россия
- Пасадена, США
- Йыгева, Эстония